# Лугова (притока Печори)
Лугова́ (рос. Луговая) — річка в Республіці Комі, Росія, права притока річки Печора. Протікає територією Троїцько-Печорського району.
Річка починається на східних схилах височини Висока Парма, протікає на південь та південний захід.